# Фаршированная рыба
Фарширо́ванная ры́ба (идиш געפֿילטע פֿיש‎ [гефи́лте фиш]) — традиционное рыбное блюдо еврейской кухни, состоящее из рыбьей кожи, начинённой фаршем из филе этой же самой рыбы, после чего полученная фаршированная рыба отваривается и подаётся нарезанной на ломти. Её стараются готовить из крупных пород рыбы. Существует множество рецептов.
Подают на закуску и как основное обеденное блюдо.

## Фаршированная рыба в еврейской традиции
Фаршированная рыба издавна занимала одно из центральных мест в праздничном рационе европейского еврейства и продолжает быть популярной в среде их потомков во всём мире. Употребление этого блюда принято ассоциировать с трапезами «хороших дней», таких как Шаббат, Песах, Рош Ха-Шана, но никаких ограничений на употребление в будни традиция не накладывает.

## Приготовление

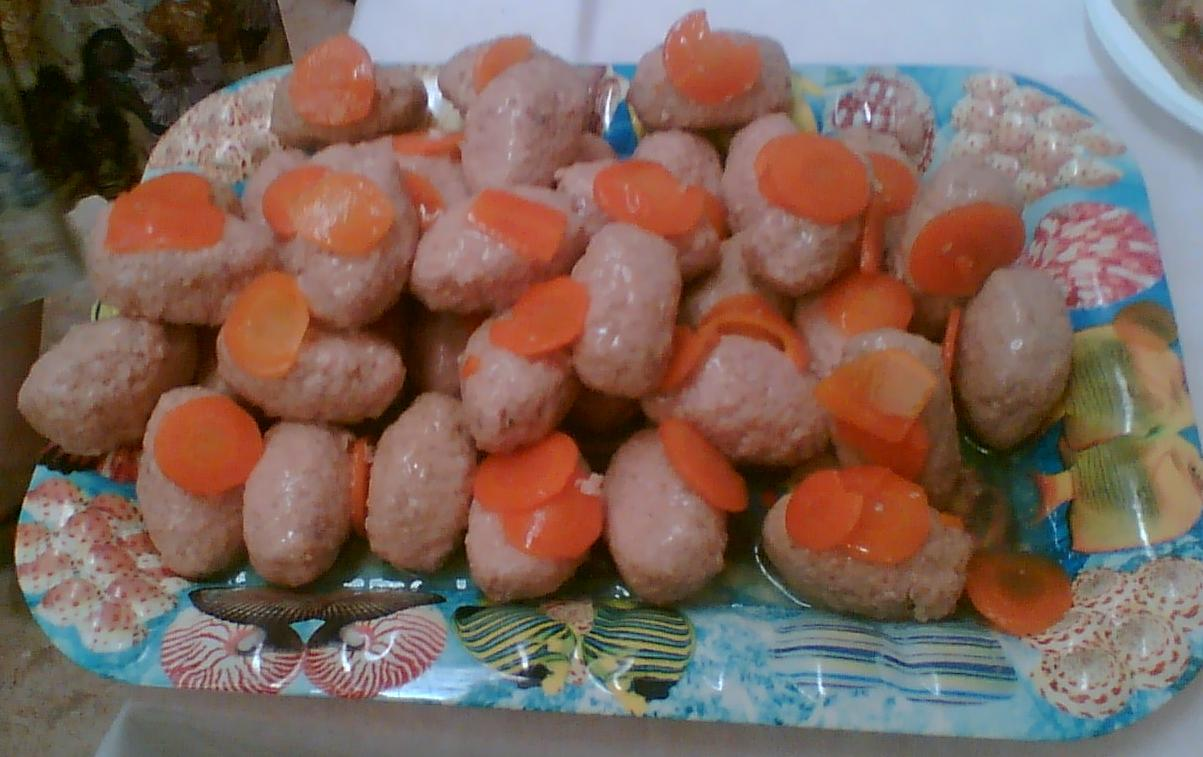
Котлеты из рыбного фарша, традиционная составляющая блюда «гефилте фиш»

Для приготовления фаршированной рыбы используется крупная рыба (как правило речная), с которой аккуратно снимается кожа, удаляются жабры, кости и внутренние органы. Кожу с головой и хвостом откладывают в сторону, а филе, очистив от костей, перемалывают в фарш, который затем смешивают с яйцом, репчатым луком (возможно обжаренным) и сухарями — в кухне ашкеназов молотой мацой, у других народов — как правило обычными панировочными. Полученным фаршем начиняют отложенную кожу, которую затем аккуратно зашивают или скалывают зубочистками, а затем всё блюдо отваривают и подают нарезанным на ломти, зачастую в виде заливного.
В еврейской кулинарной традиции это блюдо преимущественно готовят из карпа, значительно реже из иных кошерных сортов рыбы, таких как щука, кефаль, сиг.
В европейских странах распространены рецепты с фаршированной форелью, которые получили популярность и в странах СНГ.
В Израиле получило распространение приготовление фаршированной рыбы также из лосося.
Из избытка фарша готовят рыбные котлеты, которые подают вместе с собственно фаршированной рыбой. В кухне американских евреев, начиная с конца XIX века, трудоёмкий процесс снятия с рыбы кожи и обратной её фаршировки был постепенно забыт, и в настоящее время под фаршированной рыбой там понимаются исключительно эти котлеты, или «поленья» из рыбного фарша, завёрнутые в пергаментную бумагу и сваренные в рыбном бульоне, которые затем нарезаются ломтями.

## Сервировка
Фаршированная рыба может быть подана с рыбным бульоном, гарнироваться варёными картофелем, морковью и свёклой, приправляться хреном. Часто подаётся в виде заливного, в желе из бульона, в котором отваривалась. В праздники к рыбе может быть подано вино.

## Фаршированная рыба и субэтнические группы восточноевропейских евреев
В прошлом существовали географические различия в рецептуре приготовления фаршированной рыбы: так, галицийские евреи традиционно готовили «гефилте фиш» с луком, свеклой и морковью в сладком варианте, добавляя в фарш сахар, а литваки — перчёно-солёный, обильно сдабривая его чёрным перцем и солью. Условная линия, разделявшая районы расселения этих двух групп евреев, получила у исследователей название «линия гефилте фиш».

## Причины популярности и распространённости
Одной из возможных причин распространённости и популярности этого блюда у евреев Восточной Европы может быть экономическая: еврейские заповеди, предписывающие употреблять в пищу мясо и вино во время основной праздничной субботней трапезы, проводимой вечером пятничного дня. Так как еврейские семьи на востоке Европы были преимущественно бедны и многодетны и потому часто не могли позволить себе каждую неделю перед наступлением шаббата готовить мясо или рыбу в чистом виде (цельным куском), — остроумным выходом из положения для бедняков стало приготовление «как бы цельной» рыбы, наполненной фаршем: тем самым появлялась возможность значительно увеличить объём и питательность порции, используя более дешёвую снедь — и одновременно исполнить заповедь.
Другим немаловажным мотивом был, конечно же, религиозный: согласно 186-й и 187-й заповедям («Не вари козлёнка в молоке матери его», Шмот 23:19, Шмот 34:26) евреи традиционно не могли употреблять в пищу мясное вместе с молочным. Рыба не считается мясным блюдом, к тому же рецепт этого блюда не предусматривает использование ни мясных, ни молочных компонентов, а потому «гефилте фиш» дозволена для употребления в любых обстоятельствах и в любой трапезе.
Ещё одной религиозной причиной популярности фаршированной рыбы был запрет на работу в субботний день: одним из 39 запретных в Шаббат действий является «борер» («сортировка»), то есть в данном случае отделение съедобных частей блюда от несъедобных. Поскольку речная рыба, в основном применяющаяся для приготовления этого блюда, отличается чрезвычайной костистостью, этот запрет невозможно было не нарушить, если рыба готовилась и подавалась целиком. Поскольку фарш для «гефилте фиш» готовится заранее и из уже лишённого костей рыбного филе, то выбирать кости из готового блюда не нужно, что резко повышает его пригодность для субботней трапезы.